# Cyphoryctis
Cyphoryctis é um gênero de traça pertencente à família Agonoxenidae.